# Kelungkung (Batulanteh)
Kelungkung is een bestuurslaag in het regentschap Sumbawa van de provincie West-Nusa Tenggara, Indonesië. Kelungkung telt 1491 inwoners (volkstelling 2010).